# Frederick Heuser
Frederick Heuser (* 13. Oktober 1878 in Kaiserswaldau bei Bunzlau; † 24. Januar 1961 in New York) war ein US-amerikanischer Literaturhistoriker.

## Leben
Frederick Heuser lernte an der Thomasschule zu Leipzig und auf der Boys High School in Brooklyn. Von 1897 bis 1901 studierte er Germanistik bei Calvin Thomas an der Columbia University. Von 1931 bis 1944 lehrte er als Professor für deutsche Literaturgeschichte ebenda. Er forschte u. a. zu Gerhart Hauptmann. Gemeinsam mit Robert H. Fife gründete er 1926 das Fachmagazin „Germanic Review“. Er rief die Germanistic Society of America ins Leben und leitete diese seit 1955. Darüber hinaus gründete er mit Franz Boas die Emergency Society for German and Austrian Science and Art.

## Auszeichnungen
- 1951 Ehrendoktor der Friedrich-Alexander-Universität Erlangen-Nürnberg
- 1955 Korrespondierendes Mitglied der Deutschen Akademie für Sprache und Dichtung
- 1957 Ehrensenator der TH Stuttgart